# بيتير جيركينس
بيتير جيركينس (13 أغسطس 1995 في بلجيكا - ) هو لاعب كرة قدم بلجيكي في مركز الوسط. شارك مع منتخب بلجيكا تحت 17 سنة لكرة القدم ومنتخب بلجيكا تحت 18 سنة لكرة القدم ومنتخب بلجيكا تحت 19 سنة لكرة القدم ومنتخب بلجيكا تحت 21 سنة لكرة القدم. أما مع النوادي، فقد لعب مع نادي جينك ونادي رويال أندرلخت ونادي سينت ترويدن.

## روابط خارجية
- بيتير جيركينس على موقع الاتحاد الأوربي (الإنجليزية)
- بيتير جيركينس على موقع الاتحاد البلجيكي (الإنجليزية)
- بيتير جيركينس على موقع قاعدة بيانات كرة القدم.إي يو (الإنجليزية)
- بيتير جيركينس على موقع Soccerbase.com (لاعب) (الإنجليزية)
- بيتير جيركينس على موقع Soccerway.com (الإنجليزية)
- بيتير جيركينس على موقع عالم كرة القدم.نت (الإنجليزية)
- بيتير جيركينس على موقع AS.com (الإسبانية)